# Temporada 1958-59 de l'NBA

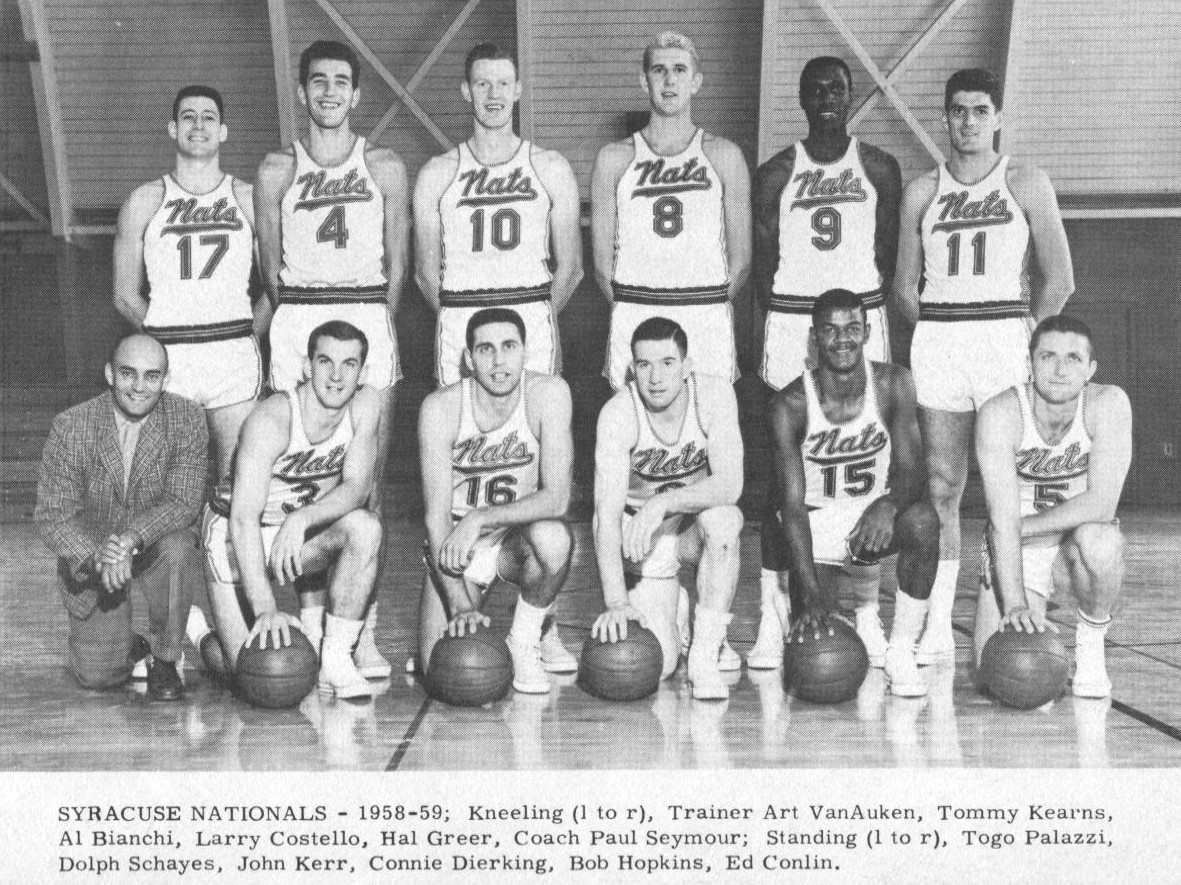
Imatge de l'equip Syracuse Nationals.

La temporada 1958-59 de l'NBA fou la 13a en la història de l'NBA. Boston Celtics fou el campió després de guanyar a Minneapolis Lakers per 4-0. Aquest seria el primer dels vuit anells consecutius que aconseguirien els Celtics.

## Classificacions
- Divisió Est

| Equip                 | V  | D  | %V   | P  |
| --------------------- | -- | -- | ---- | -- |
| Boston Celtics C      | 52 | 20 | ,722 | -  |
| New York Knicks       | 40 | 32 | ,556 | 12 |
| Syracuse Nationals    | 35 | 37 | ,486 | 17 |
| Philadelphia Warriors | 32 | 40 | ,444 | 20 |

- Divisió Oest

| Equip              | V  | D  | %V   | P  |
| ------------------ | -- | -- | ---- | -- |
| St. Louis Hawks    | 49 | 23 | ,681 | -  |
| Minneapolis Lakers | 33 | 39 | ,458 | 16 |
| Detroit Pistons    | 28 | 44 | ,389 | 21 |
| Cincinnati Royals  | 19 | 53 | ,264 | 30 |

* V: Victòries
* D: Derrotes
* %V: Percentatge de victòries
* P: Diferència de partits respecte al primer lloc
* C: Campió

## Estadístiques
| Categoria                   | Jugador      | Equip           | Mitjana/% |
| --------------------------- | ------------ | --------------- | --------- |
| Punts per partit            | Bob Pettit   | St. Louis Hawks | 29,2      |
| Rebots per partit           | Bill Russell | Boston Celtics  | 23,0      |
| Assistències per partit     | Bob Cousy    | Boston Celtics  | 8,6       |
| Percentatge de tirs de camp | Ken Sears    | New York Knicks | 49,0      |
| Percentatge de tirs lliures | Bill Sharman | Boston Celtics  | 93,2      |

## Premis
- MVP de la temporada
  -  Bob Pettit (St. Louis Hawks)

- Rookie de l'any
  -  Elgin Baylor (Minneapolis Lakers)

- Primer quintet de la temporada
  - Bob Cousy, Boston Celtics
  - Bob Pettit, St. Louis Hawks
  - Bill Sharman, Boston Celtics
  - Bill Russell, Boston Celtics
  - Elgin Baylor, Minneapolis Lakers

- Segon quintet de la temporada
  - Paul Arizin, Philadelphia Warriors
  - Cliff Hagan, St. Louis Hawks
  - Dolph Schayes, Syracuse Nationals
  - Slater Martin, St. Louis Hawks
  - Richie Guerin, New York Knicks